# Vitruvij
Vitruvij, Marcus Vitruvius Pollio, rojen 80 do 70 let pr. n. št., umrl po letu 15 pred našim štetjem, je bil rimski pisec, arhitekt, gradbeni in vojaški inženir v 1. stoletju pred našim štetjem, znan po delu, sestavljenem iz desetih knjig z naslovom O arhitekturi (De architectura). Njegova razprava o popolnem razmerju v arhitekturi in človeškem telesu je pripeljala do slavnega renesančnega Leonardovega Vitruvija.
Po lastnem opisu je bil topničar (artilerist) - s tem je mišljeno upravljanje različnih bojnih strojev (ne topov, ki jih v antiki ne poznajo). Verjetno je bil višji častnik in vojaški inženir odgovoren za del vojske, ki je upravljala različne vojaške naprave kot so katapulti (doctores ballistarum) in metalce (libratores), ki so z napravami tudi dejansko rokovali.

## Življenje in kariera
O Vitruvijevem življenju ne vemo veliko. Večina sklepanj o njem je pridobljena iz njegovega edinega ohranjenega dela O arhitekturi. Tudi njegovo ime Marcus in njegov vzdevek Pollio sta negotova. Cetius Faventinus piše o "Vitruvius Polio aliique auctores", kar pomeni "Vitruvius Polio in drugi" ali manj verjetno "Vitruvius, Polio in drugi". V Veroni je napis z imenom Lucius Vitruvius Cordo, v Numidiji v severni Afriki pa napis Marcus Vitruvius Mamurra. Morda sta Vitruvius in Mamurra (ki je bil vojaški praefectus fabrum (vodja inženirske enote) pod Julijem Cezarjem iz iste družine  ali sta bila celo ista oseba.   Toda nič iz njegova dela O arhitekturi (ki jo je Vitruvij posvetil Avgustu) ne podpira navedenega, niti ni nič znano o Mamurri.
Vitruvij je bil vojaški inženir (praefectus fabrum) ali prefekt arhitekturne oborožitve (praefect architectus armamentarius) statusne skupine apparitor (podružnica rimske državne uprave). Omenjen je v kazalu knjige Naravoslovje (Naturalis Historia) Plinija starejšega, v poglavju o mozaičnih tehnikah . Frontin se sklicuje na "arhitekta Vitruvija" v svojem delu O akvaduktu (De aquaeductu) iz poznega 1. stoletja.
Verjetno se je rodil svobodnemu rimskemu državljanu, po svojem opisu je služil v rimski vojski pod Cezarjem z manj znanimi Markom Avrelijem Probom, Publijem Minidijem in Gneuom Cornelijem. Ta imena se razlikujejo od imen v delu O arhitekturi. Publij Minidij je napisan tudi kot Publij Numidik in Publij Numidij, morda je isti Publij Numisij vpisan na rimskem gledališču v Herakleji. 
Kot vojaški inženir se je specializiral za izdelavo balist, katapultov in škorpijonov, topniško orožje za izstreljevanje kopij pri obleganju. Predpostavlja se, da je Vitruvij služil Cezarjevemu glavnemu inženirju, konzulu Luciju Korneliju Balbu. 
Kje je služil, se lahko rekonstruira iz opisov gradbenih metod različnih "tujih plemen". Čeprav v svojem delu O arhitekturi opisuje kraje, pa ne omenja, da je bil tam. Verjetno je bil v severni Afriki, Hispaniji, Galiji (tudi Akvitaniji) in Pontu.
Vlogo Vitruvija kot vojaškega inženirja je opisal Flavij Vegetij Renatus v svojem delu Rimska vojaška ureditev:
Prefekt kampa, čeprav nižji po položaju od prefekta, ni imel nobenega delovnega mesta. Položaj taborišča, smer privezov, inšpekcijski pregled šotorov ali kolib vojakov in prtljage so bile naloge v njegovi provinci. Njegova oblast se je razširila na bolne in zdravnike, ki so skrbeli zanje, in urejanje stroškov v zvezi s tem. Imel je nalogo zagotavljanja voz, kopalnic in ustreznega orodja za žaganje in rezanje lesa, kopanje jarkov, dviganje parapetov, kopanje vodnjakov in prinašanje vode v tabor. Prav tako je moral skrbeti, da je bila vojska opremljena z lesom in slamo, kakor tudi ovni (napadalne naprave za prebijanje zidov), onagri, balistami in vsemi drugimi vojnimi napravami pod njegovim vodstvom. Ta naloga je bila vedno dodeljena častniku z izkušnjami in dolgoletno službo, ki je zato lahko poučeval druge v tistih vejah poklica, v katerih se je razlikoval. 
Na različnih krajih, ki jih je opisal Vitruvij, so bili bitke in obleganja. Je edini vir o obleganju Larina leta 56. pr. n. št.  Piše tudi o bojiščih galskih vojn, omenja obleganje in pokol 40 000 prebivalcev pri Avariku leta 52 pr. n. št. Vercingetoriks je zapisal, da "Rimljani niso zmagali zaradi hrabrosti na bojišču, temveč nekakšne umetnosti in spretnosti v napadu, ki ju [Galci] sami niso poznali."  Ob obleganju v Gergoviji leta 52 pr. n. št., na okopih in v bitki pri Aleziji leta 52 pr. n. št. so bili ženske in otroci obleganega mesta izseljeni, da bi prihranili hrano, umirali so od lakote, ko so potekali boji med branilci in napadalci. Obleganje Uxellodunuma leta 51 pr. n. št. To so vsa obleganja velikih galskih opidov (naselij). Od območij, ki so bila vključena v Cezarjevo državljansko vojno, so omenjeni obleganje Masilije leta 49 pr. n. št, bitka pri Dirahiju (danes Drač v Albaniji), ki je bila 48 pr. n. št, bitka pri Farzalu leta 48 pr. n. št. (v Grčiji), bitka pri Zeli (Turčija) 47 pr. n. št. in bitka pri Tapsu  46 pr. n. št. ob Cezarjevem afriškem bojnem pohodu. Temu zaporedju krajev ustreza 6. oklopna rimska legija, pri kateri je bila balista pomožna enota.
Vitruvij je bil predvsem znan po svojih spisih kot arhitekt. V rimskih časih je bila arhitektura širši pojem kot zdaj, vključevala je sodobna arhitekturna področja, upravljanje gradbenih del, gradbeni inženiring, kemijski inženiring, gradbeno inženirstvo, materialno inženirstvo, strojništvo, vojaški inženiring in urbanistično načrtovanje. Arhitekturni inženiring je prva od teh ved, po specializaciji poznana kot tehnična arhitektura. Frontin jo omenja v povezavi s standardnimi velikostmi cevi . Pogosto se priznava za očeta arhitekturne akustike, ko opisuje tehniko postavitve akustičnega lonca v gledališče.  Edina zgradba, za katero vemo, da jo je delal Vitruvij, je zgradba, o kateri pravi : bazilika, dokončana leta 19 pr. n. št.  Zgrajena je bila v Fanum Fortunae, zdaj mesto Fano. Bazilike v Fanu v Italiji ni več, tako da se le domneva, kje je bila, čeprav so bili poskusi vizualizacije.  Zgodnja krščanska praksa spreminjanja rimskih bazilik (javnih stavb) v stolnice pomeni, da je bila lahko bazilika vključena v stolnico v Fano.
V kasnejših letih je cesar Avgust s svojo sestro Oktavijo mlajšo podprl Vitruvija. Dobival je pokojnino, ki mu je zagotavljala finančno neodvisnost. Ali je delo O arhitekturi napisal en avtor ali je zbirka, ki so jo dopolnili knjižničarji in kopisti, ostaja odprto vprašanje. Datum njegove smrti ni znan, kar kaže na to, da ni bil zelo znan, ko je še živel. 
Gerolamo Cardano v svoji knjigi De subtilitate rerum iz leta 1552 uvršča Vitruvija med 12 oseb, za katere meni, da so prekašali druge kot geniji in pri izumih in ne bi niti pomislil, da ga ne bi dal na prvo mesto, če bi samo pomislil, kaj vse je odkril. 

## O arhitekturi
Vitruvij je avtor dela O arhitekturi ali Deset knjig o arhitekturi, [21] razprava, napisana v latinščini o arhitekturi, je posvečena cesarju Avgustu. V predgovoru prve knjige Vitruvij svoje spise, osebno znanje o kakovosti zgradb posveča cesarju. Verjetno se Vitruvij sklicuje na javna popravila in izboljšave Marka Agripe. To delo je edina ohranjena velika knjiga o arhitekturi iz klasične antike. Po besedah Petrija Liukkonena je to besedilo "globoko vplivalo na umetnike, mislece in arhitekte, med njimi  Leona Battisto Albertija (1404–1472),  Leonarda da Vincija (1452–1519) in  Michelangela (1475–1564)." [13] Naslednja glavna knjiga o arhitekturi, Albertijevo preoblikovano delo Desetih knjig, je bila napisana šele leta 1452.
Vitruvij je znan po tem, da v svoji knjigi trdi, da mora struktura pokazati tri lastnosti firmitas, utilitas, venustas – mora biti trdna, uporabna in lepa. Imenujejo se vitruvijski nauki, zapovedi ali vitruvijska trojica. Po Vitruviju je arhitektura posnetek narave. Ker so ptice in čebele zgradile gnezda, so ljudje zgradili stanovanja iz naravnega materiala, ki so postala zatočišča pred naravnimi silami. Ko so Grki izpopolnjevali umetniško gradnjo, so izumili arhitekturne sloge: dorski, jonski in korintski. Ta sorazmernost se sklene z razumevanjem razmerja največjega umetniškega dela: človeškega telesa. Vitruvij je s tem opredelil Vitruvijevega človeka, kot ga je kasneje opisal Leonardo da Vinci: človeško telo v krogu in kvadratu (temeljni geometrijski vzorci kozmičnega reda).

## Zapuščina
- Vitruvijev človek, risba Leonarda da Vincija;
- Vitruvius Britannicus, delo iz 18. stoletja o britanski arhitekturi, imenovano po Vitruviju;
- Den Danske Vitruvius, delo iz 18. stoletja o danski arhitekturi se zgleduje po delu Vitruvius Britannicus;[19]
- The American Vitruvius, delo v 20. stoletju o gradbeni arhitekturi, Werner Hegemann;
- William Vitruvius Morrison (1794–1838), sin irskega arhitekta sira Richarda Morrisona in sam znan arhitekt velikih hiš, mostov, dvorcev in zaporov;
- po Vitruviju je bil imenovan majhen lunarni krater, v bližini pa je tudi podolgovata lunarna planina Mons Vitruvius;
- orodje design quality indicator (DQI) za stavbe uporablja Vitruvijeva načela;
- vodja graditeljev v filmu Lego se imenuje Vitruvius.

- Deset knjig O arhitekturi je v slovenščino prevedel Fedja Košir, izšla je pri založbi Fakultete za arhitekturo pri Univerzi v Ljubljani, 2017.